# ヴァルター・エーザウ
ヴァルター・エーザウ（Walter "Gulle" Oesau、1913年6月28日 - 1944年 5月11日）は、第二次世界大戦時のドイツ空軍のエース・パイロットである。1934年から戦死する1944年までドイツ空軍に奉職し、エーザウの死後に戦闘航空団司令を務めた第1戦闘航空団にはその栄誉を讃えて彼の名が付けられた。
エーザウはスペイン内戦期間中にコンドル軍団の第88戦闘団（JGr 88）/第3飛行中隊に所属して8機を撃墜し、28名にしか授与されなかった剣・ダイヤモンド付スペイン十字章金章の受勲者の一人になった。
第二次世界大戦が始まるとエーザウは第20戦闘航空団（JG 20）/第2飛行中隊の指揮を任された。ポーランド侵攻作戦開始時に部隊は東部の前線へと移動し、西部戦線へ戻った後に第51戦闘航空団（JG 51）/第III飛行隊に改称された。フランス侵攻作戦中に第二次世界大戦での初の戦果を挙げた後、エーザウは西部と東部の両方の作戦に参加し、東部戦線で負傷して戦傷章銀章を授与された。
エーザウは第1戦闘航空団（JG 1）の戦闘航空団司令として復帰し、1944年 5月11日に齢30で戦死した。JG 1にはその栄誉を讃えて「エーザウ」の隊称が付与された。

## 前半生
ヴァルター・「グレ」・エーザウは1913年6月28日にメルドルフ近郊ファーネヴィンケル（Farnewinkel）の銀行幹部の家に生まれた。1933年10月にドイツ陸軍に入隊し、兵卒として第2砲兵連隊に配属された。ドイツ空軍の輸送部隊に転籍すると1934年に士官候補生（Fahnenjunker）としてハノーファーの空軍士官学校（Deutsche Verkehrsfliegerschule）で操縦訓練を受け、訓練終了後に少尉として第132戦闘航空団に配属された。この部隊は1939年5月に第2戦闘航空団「リヒトホーフェン」と改称された。

## 戦歴

### スペイン内戦

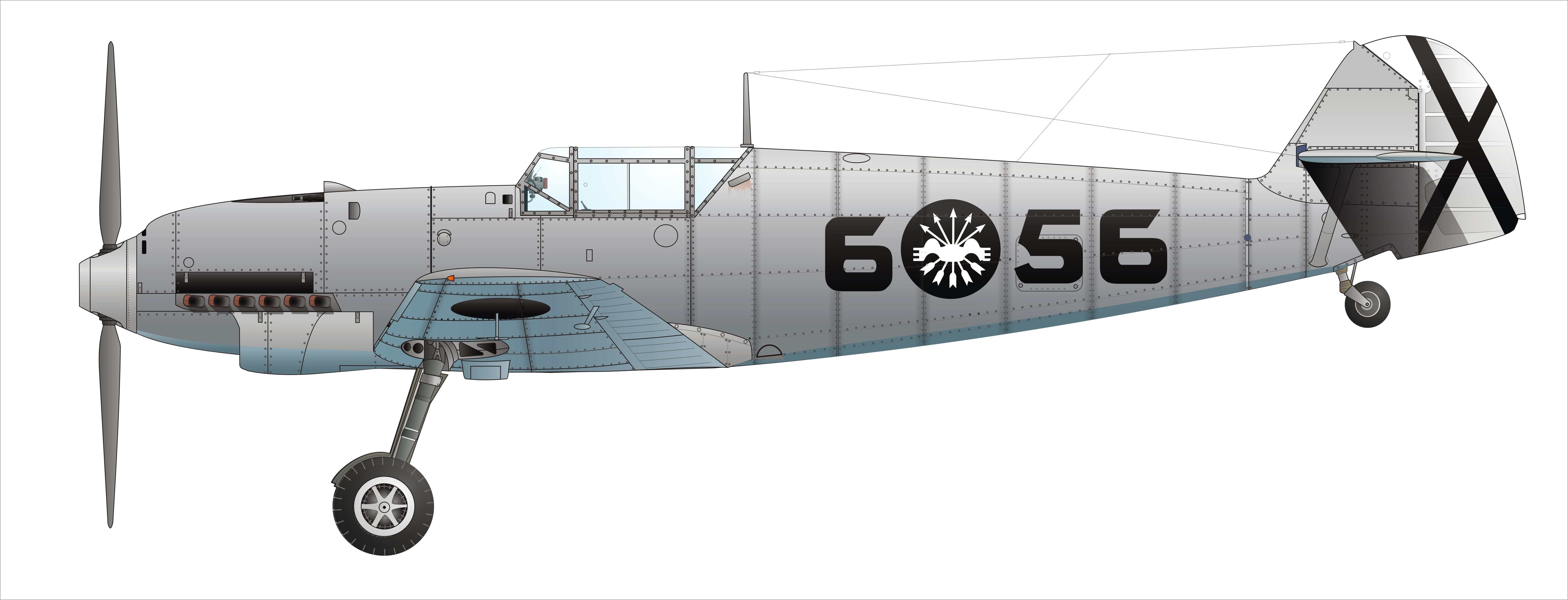
エーザウがスペイン内戦で搭乗したのと同型のBf 109 C-1

将来同時期のエースパイロットとなるヴェルナー・メルダースやアドルフ・ガーランドと共にエーザウの実戦経験はコンドル軍団で始まった。エーザウは1938年4月にスペインの第88戦闘団/第3飛行中隊に配属された人員の一人であった。メルダースに率いられた飛行中隊はスペイン内戦に参加し、エーザウは130回の作戦飛行で8機を撃墜した。この戦功により剣・ダイヤモンド付スペイン十字章金章を授与され、この戦いで負傷したことによりスペイン戦傷章も授与された。また「Medalla de la Campana」と「Medalla Militar」も受章した。

### 西部戦線 1939–40

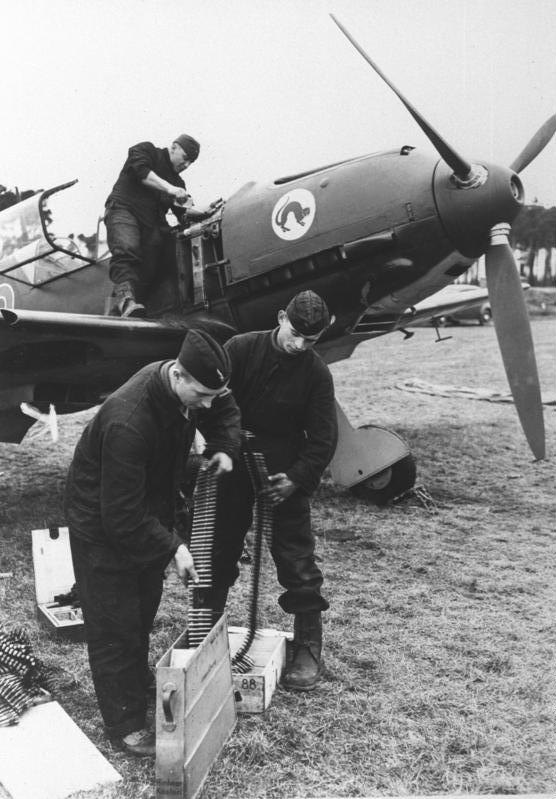
JG 20のメッサーシュミット Bf 109E

1939年3月1日にエーザウは第2戦闘航空団（JG 2）/第I飛行隊の本部飛行小隊（Stabsschwarm）に配属となり、7月15日には中尉に昇進してJG 20/第2飛行中隊の指揮を任された。7月15日にデーベリッツで発足したJG 20/第I飛行隊は当初JG 2から引き抜かれた2コ飛行隊で構成され、ポーランド侵攻に先立つ8月26日にシュトラウスベルクへ移動した。ポーランド空軍による攻撃を懸念して飛行隊はそこからシュポロタウ（Sprottau、現在のシュポロタヴァ）へ移動し、1週間後にはブランデンブルクへ移った。1940年2月21日に部隊は再度ベニングハルト（Bönninghardt）へ移動し、第51戦闘航空団（JG 51）の隷下に入った。フランス侵攻作戦終了まで部隊はこの状態で運用され、7月4日に改めてJG 51/第III飛行隊となった。エーザウはJG 51/第7飛行中隊の飛行中隊長となった。

#### フランス侵攻
エーザウは1940年5月13日にオランダのハルステレン上空でフランス軍のカーチス P-36を撃墜して第二次世界大戦での初戦果とし、一級鉄十字章を授与された。5月31日にダンケルク北西を哨戒中に3機のスーパーマリン スピットファイア機を撃墜し、翌日にブリストル ブレニム機を撃墜した。6月13日にはJG 51によるフランス軍機の最後の戦果となるアミオ爆撃機を撃墜した。6月25日のフランスでの戦いの終結までにエーザウの第二次世界大戦での戦果は合計5機（スペイン内戦時を含めると13機）となった。
フランスでの戦いに続いてドイツ空軍はバトル・オブ・ブリテンの前哨戦として英仏海峡を航行する船舶に対する攻撃を開始した。この時期のJG 51の主要な任務は攻撃を行う爆撃任務の護衛であった。JG 51の戦闘航空団司令のテオドール・オステルカンプ大佐は、英空軍の戦闘機を積極的に索敵できるように爆撃機の直近で護衛するよりも戦闘機中隊が距離を置いて護衛する規制の無い「戦闘空中哨戒」（freie Jagd）の方針を打ち出した。1940年7月7日にエーザウは1機のスピットファイア機を撃墜した。

#### バトル・オブ・ブリテン

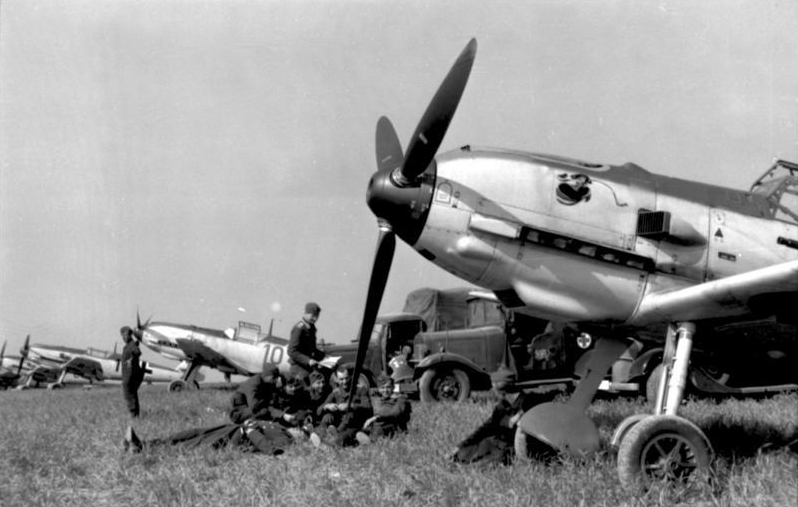
JG 51のメッサーシュミット Bf 109E（1940年8月）

1940年7月10日にバトル・オブ・ブリテンにおける最初の大きな交戦が発生した。ハンネス・トラウトロフ大尉が率いるJG 51/第III飛行隊の20機のメッサーシュミットBf109と第26駆逐航空団/第I飛行隊の30機のメッサーシュミット Bf110 C がフォークストーン沖の大規模船団を攻撃する第2爆撃航空団/第II飛行隊の20機のドルニエ Do 17を護衛していた。エーザウ中尉はJG 51/第7飛行中隊を率いていた。
トラウトロフは、6機の英第32 飛行隊のホーカー ハリケーン機の内の3機が護衛機よりも高い高度から爆撃機を迎撃しようとしていることに気付いた。すぐにこの3機は英第56飛行隊、英第111飛行隊、英第64飛行隊、英第74飛行隊の4コ飛行隊の戦闘機と合流した。エーザウはこの戦闘で3機のスピットファイア機を撃墜することができ、JG 51/第7飛行中隊所属の2機がフランスに不時着した。
7月19日にJG 51/第III飛行隊はフォークストーンの南で英第141飛行隊のデファイアント機と交戦した。その時点ではドイツ軍のパイロットはデファイアント機には前方向き火器が装備されていないことを知っていたので直ぐに戦闘で優位に立ち、8分間で11機のデファイアント機が撃墜された。エーザウはこの中の1機を撃墜したことで撃墜数を19とし、第2次世界大戦で戦果が2桁に達したJG 51の最初のパイロットとなった。
8月18日にJG 51/第III飛行隊はホーンチャーチ飛行場を攻撃するドルニエ機を護衛していた。ケント上空でハリケーン機の迎撃を受けエーザウは20機目の戦果として1機を撃墜し、これにより2日後に騎士鉄十字章を授与されてJG 51でこれを受勲した最初のパイロットとなった。8月23日にトラウトロフが第54戦闘航空団の戦闘航空団司令として転出するとエーザウがJG 51/第III飛行隊の飛行隊長を引き継いだ。10月にエーザウは撃墜数の合計を48機（26機のスピットファイア機を含む）とした。
11月10日にエーザウはヴィルヘルム・バルターザルの後任で第3戦闘航空団（JG 3）/第III飛行隊の飛行隊長に就任した。この時点で39機を撃墜しており、ヘルムート・ヴィック、ヴェルナー・メルダース、アドルフ・ガーランドに続いて4番目に戦果の多いエースパイロットであった。1941年2月5日にフランスのデヴル上空でハリケーン機を撃墜して合計撃墜数を40機とした翌日に騎士鉄十字章に柏葉を追加授与されると共に国防軍軍報で2度目となる言及を受けた。1941年初めにJG 3は装備機のBf109 E型を新型のF型に改編するためにドイツへ帰国し、5月に再度フランスへ戻った。エーザウは5月16日と28日に各1機を撃墜し、合計撃墜数を51機とした。

### バルバロッサ作戦
その後エーザウ率いるJG 3/第III飛行隊は1941年6月22日に開始されたロシア侵攻のバルバロッサ作戦に投入された。エーザウは6月24日に最初のソ連軍機を、6月30日にツポレフ SB爆撃機を撃墜し戦果の合計は60機に達した。翌日に更に3機のSB爆撃機をルヴフ（現在のウクライナのリヴィウ）近郊で撃墜し、3度目となる国防軍軍報での言及を受けた。7月10日に5機、11日に更に2機、12日には1回の出撃で7機のソ連軍機を撃墜した。東部戦線に転戦してきてからの5週間でエーザウは44機の敵機を撃墜し、80機撃墜（80機目はイリューシン DB-3爆撃機）に到達した3人目のパイロットとなった。同日、エーザウは柏葉・剣付騎士鉄十字章を授与され、この勲章を授与された3人目となった。その後、顔と膝に重度の裂傷を負い、2週間後に西部戦線の第2戦闘航空団（JG 2）の指揮を引き継ぐために異動となった。

### 本土防衛 1941–44
エーザウは、Bf109 F–2のテスト飛行中にフランスで墜死したバルターザルの2度目の後任としてJG 2の指揮を引き継いだ。Bf 109F–2はスピットファイア Vと甲乙つけがたい性能を発揮したが、エーザウはE型と比べて武装が貧弱になったことを嫌いBf109 FよりもE型を好んで、補修部品が無くなり新型機に乗り換えねばならなくなるまでE-4型に搭乗し続けた。1941年7月4日の指揮官就任時にJG 2の部隊員の前で以下のような演説を行った。
「マンフレート・フォン・リヒトホーフェンの精神で、前任のヴィック少佐とバルタザール大尉が示した模範をなぞり、不断の準備と義務への献身が我々を更なる成功へと導くであろう。」
JG 2は英空軍機の攻撃から占領下フランスの標的を防衛する任務を負っていた。続く2年間にエーザウはJG 2を率いて英空軍との戦いに貢献した。8月10日にエーザウはJG 2での初の戦果としてスピットファイア機を1機、その次の2日間で更に4機のスピットファイア機を撃墜し、9月末までに2機のスピットファイア機を戦果に加えた。
JG 2はツェルベルス作戦においてドイツ空軍が実施した上空援護に参加した。2機の英第90飛行隊のボーイング B-17 Cが巡洋戦艦「シャルンホルスト」と「グナイゼナウ」を攻撃してきた。第二次世界大戦中でも最も高高度での迎撃の一つであるこの戦闘でJG 2/第I飛行隊の攻撃により1機のB-17が撃墜された。エーザウの88機目から92機目の戦果は全てスピットファイア機で、8月12日にカレーとダンジネス間で記録された。10月26日にエーザウは100機目の撃墜を記録した3人目のパイロットとなり、国防軍軍報で4度目の言及を受けた。
その後エーザウの経験と指導力の高さは前線の戦闘で失うには惜しいと判断され飛行停止となり地上勤務に回されたが任務によっては飛行することもあり、その中で最も有名なものの一つは1942年4月に行われたアウクスブルクを目標とした英空軍による珍しい昼間爆撃でG・T・ローデス（G. T. Rhodes）曹長（Warrant Officer）操縦の英第44飛行隊所属のアブロ ランカスター爆撃機を撃墜したことであった。これはエーザウの101機目の戦果であった。8月にJG 2の航空団本部飛行小隊は装備機をBf 109 FからFW 190 A–2へと改編した。
1942年遅くからJG 2は増加しつつある数多くのB-17やコンソリデーテッド B-24で編成されたアメリカ陸軍航空軍（USAAF）と対峙することとなった。
エーザウは1943年半ばまでに更に4機を撃墜し、30歳の誕生日の少し前にドイツ空軍幹部の一人の管理職に昇格させられ、1943年7月1日にブルターニュ戦闘航空兵指導官に任命された。11月12日に10月に戦死したハンス・フィリップの後を引き継いで第1戦闘航空団（JG 1）の戦闘航空団司令に就任した。エーザウの作戦飛行への参加は解禁され、JG 1を率いている間に14機の爆撃機を撃墜して対4発爆撃機迎撃の熟達者（Experten）となった。10月17日にダイヤモンド付空軍前線飛行章金章を、1944年1月10日にはドイツ十字章金章を授与された。
ドイツ空軍最高司令官のヘルマン・ゲーリングにとり目下の懸念は敵爆撃機編隊の流れに継続的な接敵を計れる戦闘機の数が不十分なのではないかということであった。それ故に1944年2月23日に第I戦闘機師団の指揮官ヨーゼフ・シュミット少将は、戦闘機の基地への帰還について新たな規則を制定した。戦闘機は自機が所属する基地に帰還するかわりに戦闘機用に用意された直近の基地へ補給のために着陸し、一旦着陸すれば部隊の同異にかかわらず同じ飛行場に着陸した先任パイロットの指揮下に入ることになった。この方式は戦闘機を敵爆撃機の帰投に間に合うように再度迎撃に送り出せることを意味していた。
翌日、第8空軍/第2爆撃師団のB-24がゴータを爆撃するとJG 1（エーザウ指揮）、JG 11とJG 3が迎撃に上げられた。強風のために爆撃機隊は前衛の護衛戦闘機を伴っていなかったためにJG 1の2コ飛行隊がゴータに到達する前に接敵した9機のB-24を撃墜した。第1爆撃師団のB-17爆撃機もシュヴァインフルトを爆撃した時点でその他の戦闘機部隊も迎撃し始め、最終的には西部戦線に配備されているドイツ空軍の昼間戦闘機部隊のほぼ全部が迎撃に参加した。このことにより自機が所属する基地以外に着陸するパイロットに混乱を引き起こし、シュミットの新たな管制方式が試されることとなった。エーザウは成功裏に率いられたこの手の2つの即席編成の編隊の一つを、もう一つをJG 26/第I飛行隊のボリス（Borris）大尉が指揮した。エーザウは1月から3月までに4機の戦闘機を戦果に追加し、合計撃墜数は117機となった。5月8日にリパブリック P-47戦闘機をハノーファー上空で撃墜し、これがエーザウの最後の戦果となった。

## 死
JG 1の戦闘航空団司令に在任中にエーザウは、連合国軍爆撃機撃退の失敗についてヘルマン・ゲーリングが抱く不満をしばしばぶつけられた。ゲーリングは、戦闘航空団司令が恒常的に飛行して各部隊の指揮を執っていないことを問題にした。エーザウは100機撃墜を達成して以来自動的に戦闘飛行禁止となっていたが、この禁止令を無視して作戦の指揮を執っていた。これはおそらくエーザウがJG 1の戦闘航空団司令に任命された時に一時的に解禁されたか抜け道的方策であった。
エーザウは1944年の最初の5カ月間で数機の米軍爆撃機を撃墜していた。1944年5月11日に第8空軍の米軍重爆撃機1,000機が同数以上のロッキード P-38とノースアメリカン P-51戦闘機を伴って東フランスとベルギー北東の鉄道を標的に攻撃してきた時にエーザウはインフルエンザに罹患して伏せていた。敵機襲来の知らせを受けるとゲーリングはエーザウの部隊幹部に電話を掛けた。
ゲーリング – 「指揮官は飛んでいるのか?」

部隊幹部 – 「いいえ、発熱して寝ております。」

ゲーリング – 「よし、よし、その手の事は分かっている。」とゲーリングは軽蔑した様子で言った。

ゲーリング – 「彼は疲れていると同時に臆病者に成り下がっているのであろう!」
この発言に怒ったエーザウは高熱にもかかわらずBf 109 G-6/AS「緑の13」（Wing Number 20601）に搭乗して航空団本部飛行小隊の3機と共にパーダーボルンから離陸した。小隊は爆撃機に接近するためにアルデンヌ上空で散開した。格闘戦の最中にエーザウの僚機は被弾し離脱するように命じられたと云われている。単機で残されたエーザウはP-38機とおそらくP-51機とも対峙することになった。同じ作戦に参加していたJG 1/第III飛行隊の飛行隊長ハルトマン・グラッサー少佐によるとエーザウは5機のP-38機を相手にしていた。
この後は幾つかの説があり真相は不明である。エーザウは第428戦闘飛行隊（第474戦闘航空団、第9空軍）のジェームズ・レスリー・ドイル（James Leslie Doyle）少尉、ウィルバー・L・ジャーヴィス3世（Wilbur L. Jarvis III）少尉、ジェームズ・C・オースティン（James C. Austin）少尉に追われた。この3名共に歴戦のパイロットであり高度28,000フィートから立木の高さまでエーザウを追い回し、20分間に及ぶ格闘戦でエーザウは巧みに立ち回ったが乗機は被弾して損傷を受けていた。不時着を試みているときにエーザウの乗機はコクピット付近に最後の機銃掃射を受け、ザンクト・フィートの南西6マイルに墜落した。エーザウの遺体は機体の数ヤード離れたところに投げ出されていた。

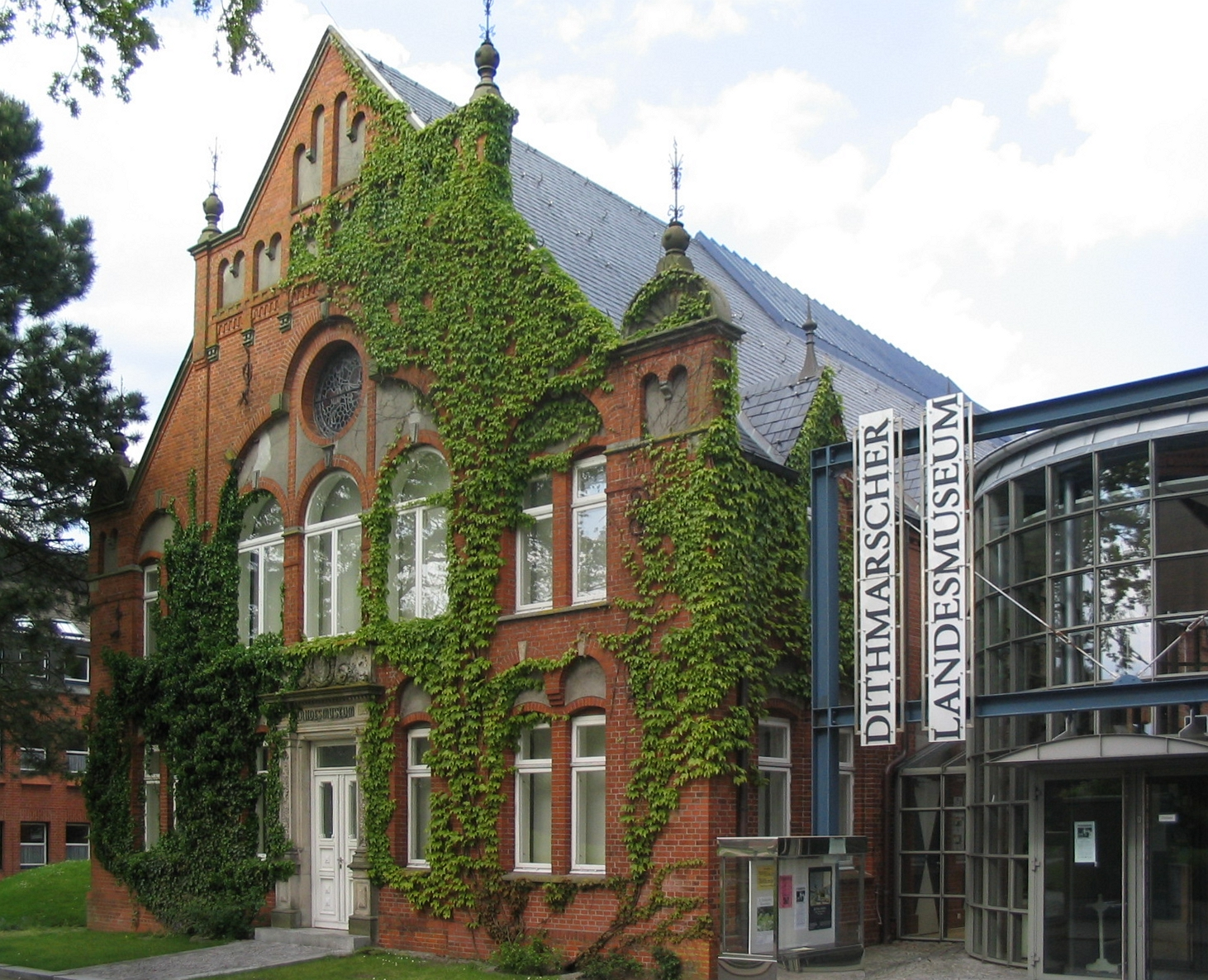
メルドルフのディトマルシェン郷土博物館（Dithmarscher Landesmuseum）

『1944年5月11日 第8空軍作戦日誌 作戦351』によると、ドイル少尉は2機編隊のBf 109と格闘戦に入り編隊長機に命中弾を与えたが、撃墜を確認する前に戦闘を離脱してしまい自分の戦果が20 mm弾によるエーザウであることに気付かなかった。ドイルの撃墜は「ドイツ空軍」を相手にした第474戦闘航空団の最初の戦闘での初の撃墜記録であった。
エーザウの乗機を正確には誰が撃墜したのかという点には論争がある。格闘戦の最中に被弾し、機体が落下する間に地上数フィートで再度、おそらく第354戦闘航空団のP-51機に銃撃されたとする情報もある。ドイルが率いる編隊で2番機を務めるウィルバー・ジャーヴィス少尉はエーザウ機に対する「有効弾」（撃墜ではない）を認められた。ドイルはコクピット周辺の被弾と自機のガンカメラの映像に写るのがエーザウの緑13機であることを言及した。ドイツ側の記録ではエーザウの死因はコクピット内での弾薬の炸裂によるもので、遺体には幾つかの銃創があったことが示されている。おそらくエーザウ機であろう機体を右側から捉えたガンカメラの映像（キャプション無し）が後に出版された。
エーザウが死亡した時は30歳であった。300回以上の作戦飛行で合計127機を撃墜し、その内27機がスピットファイア機、14機が4発爆撃機、44機が東部戦線で、9機がスペイン内戦での戦果であった。その記録が認められJG 1は戦死した戦闘航空団司令の栄誉を讃えて「エーザウ」の名称を与えられた。この他に同様の栄誉を与えられたのはヴェルナー・メルダースの名を与えられたJG 51「メルダース」のみであった。ヴァルター・エーザウは生誕地とエーザウの最後の里帰りの様子の写真が収蔵されているディトマルシェン郷土博物館（Dithmarscher Landesmuseum）の近くのメルドルフに埋葬された。

## 余波と歴史的重要性
軍歴上エーザウは国防軍軍報により5度の言及を受けた。これは全ての前線の戦況を毎日報じる国防軍最高司令部によるラジオ放送であり、1度でも採り上げられれば軍人としての高い名誉に値すると考えられていた。エーザウに関する最後の言及は1944年5月の戦死後のことであった。
ドイツ空軍の撃墜数上位のエースパイロット（176機撃墜）で後に欧州連合軍最高司令部の参謀長となったヨハネス・シュタインホフはかつてこう語った。
「ヴァルター・グレ・エーザウはドイツ空軍で最もタフな戦闘機パイロットであった。」—ヨハネス・シュタインホフ、
1940年に英空軍の戦闘機軍団に対する優位性に欠けていることが分かり失望したゲーリングは、戦闘機戦力の指揮官に若い血を注ぎ込むことに傾注した。ゲーリングは戦闘航空団の指導力に積極性が欠けていることに気付いていた。テオドール・オステルカンプのような人物がこの政策の槍玉に挙げられ、JG 51の指揮官をヴェルナー・メルダースと交代させられた。エーザウはこういった新星の一人と目されていたが、スターでありゲーリングのお気に入りの地位に留まるためには撃墜率の維持が求められ、昇進も常に撃墜数が関連していた。フォッケウルフ社の設計技師のクルト・タンクによると、若い世代の多くは素晴らしい飛行士ではあったが全体計画の中の問題点や幅広い戦略的側面の問題を見通すことができなかった。しかし、エーザウはヴェルナー・メルダースやアドルフ・ガーランドのようにドイツ空軍の戦闘航空団が生み出した傑出した指導者の一人であった。
熟達者（'Experten'）を戦闘の最前線に継続的に留め置いたり送り返したりすることで初期の熟達者やエースパイロットの多くが戦闘中に戦死することとなり非常に高い代償を払わねばならなくなった。練度の高いパイロットの極端な不足と1943年に装備の充実した練度の高い敵と対峙することになる現実が相まって、最も恵まれた状況のパイロットでさえ期待できる生存期間は悲劇的に短いものになることを意味していた。作家のジョン・ウィール（John Weal）は、他の戦闘航空団司令が戦闘で死すともエーザウの死ほどドイツ空軍の運命の変化を如実に表すものはなかったであろうと語る。

## 人柄と私生活
ドイツの歴史家ハンス・オットー・ベーン（Hans Otto Böhm）はエーザウのことを「最高の指導者（professors）の一人」と評した。ヴァルター・エーザウの個人的側面に関して入手できる情報はほとんどないが、ユーモアのセンスに長け、友人と共に過ごすのが好きな人物であった。エーザウは慎ましい人物であり、乗機に派手な個人マーキングを施すこともなく、JG 2の指揮官時代は部隊装備機に共通のエンジン覆い下側を黄色に塗装する以外は如何なる特別なマーキングもつけていなかった。エーザウ指揮時代のJG 2はその他の航空団と同様に本部部隊の特別マーキングを廃して数字に変更したことで指揮官機を識別できなくなった。その他のエースパイロットとは違いエーザウは方向舵に撃墜マークを入れていなかったと云われていたが、方向舵に撃墜マークが塗られたエーザウの乗機らしき機体が写っている写真が残されていることからこれは否定された。この写真の信憑性はエーザウのサインと思しきものが入ったユンカース Ju 87 スツーカ急降下爆撃機の写真（エーザウはスツーカを操縦したことはない）も残されていることから疑問視されている。

### 昇進履歴
| 1933年10月    | 入営              |
| 1934年        | 士官候補生        |
| 1937年4月20日 | 少尉              |
| 1939年7月15日 | 中尉              |
| 1940年7月19日 | 大尉              |
| 1941年8月1日  | 少佐              |
| 1943年2月1日  | 中佐              |
| 1944年5月1日  | 大佐 （死後昇進） |

## 受勲
- スペインの「Medalla de la Campana」[44]
- スペインの「Medalla Militar」[44]
- ダイヤモンド剣付スペイン十字章金章 [44]
- 鉄十字章（1939）
  - 2級
  - 1級
- 空軍前線飛行章金章戦闘機パイロット・「300」ペナント付[44]
- 戦傷章（1939）黒章[44]
- ドイツ十字章金章（1943年10月17日）：第4戦闘航空兵指導官の中佐として[45]
- 柏葉剣付騎士鉄十字章
  - 騎士鉄十字章（1940年8月20日）：第51戦闘航空団/第7飛行中隊の飛行中隊長の大尉として[46][47]
  - 柏葉 第9号（1941年2月6日）：第3戦闘航空団/第III飛行隊の飛行隊長の大尉として[46][48]
  - 剣 第3号（1941年7月15日）：第3戦闘航空団/第III飛行隊の飛行隊長の大尉として[49][脚注 4]

### 国防軍軍報からの引用
| 日付                  | 国防軍軍報のオリジナル原稿 | 和訳（英訳から転訳） |
| --------------------- | --- | --- |
| 1940年9月6日 金曜日   | Außer vier bereits genannten Offizieren haben in den Luftkämpfen der letzten Wochen drei weitere Jagdflieger 20 oder mehr Luftsiege errungen und zwar: Hauptmann Mayer, Hauptmann Oesau und Hauptmann Tietzen. An der Spitze der Sieger in Luftkämpfen steht Major Mölders mit 32 Abschüssen.                                                                  | 既に報じた4名の将校に加え、更に3名の戦闘機パイロットが過去数週間で20機かそれ以上の撃墜を達成した。それらはマイヤー（Mayer）大尉、エーザウ大尉そしてティーツェン（Tietzen）大尉である。現在の撃墜数最上位は32機のメルダース少佐である。 |
| 1941年2月6日 木曜日   | Bei den Luftkämpfen des gestrigen Tages errang Hauptmann Oesau, Gruppenkommandeur in einem Jagdgeschwader, seinen 40. Luftsieg. | 戦闘航空団の飛行隊長エーザウ大尉は昨日40機目の撃墜を記録した。 |
| 1941年7月4日 金曜日   | In Luftkämpfen der letzten Tage errang Hauptmann Oesau seinen 54., Oberleutnant Franziskat seinen 21. Luftsieg. | 昨日、エーザウ大尉は54機目の撃墜を、フランチスケット中尉（Franzisket）は21機目の撃墜を記録した。 |
| 1941年10月27日 月曜日 | Major Oesau, Kommodore eines Jagdgeschwaders, errang am 26. Oktober seinen 100. Luftsieg. | ある戦闘航空団の司令であるエーザウ少佐は10月26日に100機撃墜を達成した。 |
| 1944年5月15日 月曜日  | Der Kommodore eines Jagdgeschwaders Oberst Walter Ösau, der für 117 Luftsiege über britisch-nordamerikanische Gegener vom Führer mit dem Eichenlaub mit Schwertern zum Ritterkreuz des Eisernen Kreuzes ausgezeichnet worden war, fand im Luftkampf den Heldentod. Mit ihm verliert die Luftwaffe einen ihrer hervorragendsten Jagdflieger und Verbandsführer. | 英＝北米の敵に対峙して117機の戦果を挙げて総統から柏葉剣付騎士鉄十字章を授与された、ある戦闘航空団の司令であるヴァルター・エーザウ大佐は空の戦いで戦死した。空軍は最良の戦闘機パイロットと指揮官を失った。                              |

## 参照